# Heliococcus bohemicus
Heliococcus bohemicus är en insektsart som beskrevs av Šulc 1912. Heliococcus bohemicus ingår i släktet Heliococcus och familjen ullsköldlöss. Arten är reproducerande i Sverige. Inga underarter finns listade i Catalogue of Life.